# Le Signal (film, 1933)
Pour les articles homonymes, voir Central Airport.
Pour plus de détails, voir Fiche technique et Distribution.
Le Signal (Central Airport) est un film américain en noir et blanc réalisé par William A. Wellman et  Alfred E. Green, sorti en 1933.

## Synopsis
Après que son avion se soit écrasé lors d'un puissant orage, le pilote commercial Jim Blaine est viré et ne peut trouver un emploi dans l'aviation. Déprimé, il commence à travailler comme caissier de banque jusqu'à ce qu'il rencontre la belle Jill Collins, une parachutiste de cirque volant  travaillant avec son frère, un pilote casse-cou. Jim est attiré par Jill, et lorsque son frère est tué dans un crash, il dévoile son passé et se porte volontaire pour remplacer le frère dans leur numéro volant.

## Fiche technique
- Titre original : Central Airport
- Titre français : Le Signal
- Réalisation : William A. Wellman et Alfred E. Green (non crédité)
- Scénario : Rian James (en) et James Seymour
- D'après Hawk's Mate de Jack Moffitt
- Producteur : Hal B. Wallis
- Société de production : First National Pictures
- Société de distribution : Warner Bros.
- Budget : 356 000 $ environ
- Musique : Leo F. Forbstein
- Photographie : Sidney Hickox
- Montage : James B. Morley
- Lieu de tournage : Aéroport Hollywood Burbank (Burbank) (Californie)
- Pays de production : États-Unis
- Langue : anglais
- Format : noir et blanc - 1,37:1 - son : Mono
- Durée : 72 min
- Dates de sortie : 
  - États-Unis : 15 avril 1933
  - France : 11 août 1933
- Affiche : Joseph Koutachy (France)

## Distribution

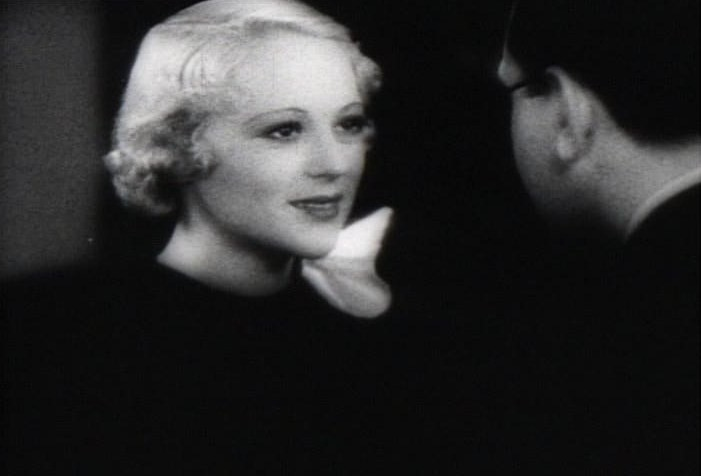
Sally Eilers dans le rôle de Jill Collins.

- Richard Barthelmess : James Blaine, dit « Jim »
- Sally Eilers : Jill Collins
- Tom Brown : Neil Blaine, dit « Bud »
- Grant Mitchell : M. Blaine
- James Murray : Eddie Hughes
- Claire McDowell : Mme Blaine
- Willard Robertson : le gérant de l’aéroport de La Havane
- Arthur Vinton : le gérant de l’aéroport d’Amarillo
- George Regas : le mécanicien (non crédité)
- John Wayne : le copilote (non crédité)

## Commentaire
Plusieurs avions contemporains sont présentés dans le film, sous la direction du célèbre pilote hollywoodien Paul Mantz :
- l'Alexander Eaglerock
- l'American Eagle A-101
- le Fairchild 71
- Ford Trimotor
- Pitcairn Mailwin
- Stearman C3
- Travel Air 2000

Le film s'est avéré être l'un des plus dangereux de Paul Mantz (deux accidents).